# Sjoerd Harder
Sjoerd Harder (* 17. März 1963 in Grootegast, Niederlande) ist ein niederländischer Chemiker. Er ist Professor für anorganische Chemie an der Universität Erlangen.

## Leben und Werk
Harder studierte von 1981 bis 1986 Chemie und Physik an der Universität Utrecht. 1990 promovierte er bei Lambert Brandsma mit der Arbeit A study on the structure and reactivity of aryllithium compounds with an [alpha]- or [beta]-heteroatom, ebenfalls in Utrecht. 1991 gewann er den H.J. Backer Award. Anschließend arbeitete er als postdoktoraler Wissenschaftler in Erlangen, dann in Berkeley (Kalifornien, USA) und zuletzt in Konstanz. 1998 habilitierte er in Konstanz und wurde dort Privatdozent. Von 2004 bis 2010 war er an der Universität Duisburg-Essen im Bereich der Metallorganik beschäftigt, wo er unter anderem Komplexe mit dem 1,2,3,4,5-Pentakis(4-butylphenyl)-1,3-cyclopentadienyl-Liganden untersuchte. Ab 2010 war er Inhaber des Lehrstuhls für Anorganische Chemie an der Universität Groningen. 2012 nahm er den Ruf an die Universität Erlangen-Nürnberg an, wo er in Nachfolge von Rudi van Eldik einen W3-Lehrstuhl am dortigen Institut für Anorganische Chemie übernahm. 2020 erhielt er den Main Group Chemistry Award der Royal Society of Chemistry.